# Витвицька Меланія
Меланія Стельмах, у шлюбі Витвицька (31 грудня 1887, Дрогобич — 28 вересня 1963, Нью-Йорк) — українська громадська діячка, активістка українського жіночого руху. Дружина президента Української Народної Республіки в екзилі Степана Витвицького.

## Життєпис
У 1910 році одружилася зі Степаном Витвицьким. У 1912 році народила сина Ігора.
З 16 липня 1935 року входила комісії соціальної допомоги працівників магістрату м. Дрогобича.
11 жовтня 1936 року обрана членом-секретаркою філії Українського Краєвого Товариства охорони дітей і опіки над молоддю.
Працювала в комітеті допомоги політичним в'язням, засуджених польськими судами на тривалі терміни, та у комітеті допомоги воєнним інвалідам. У домі Меланії Витвицької перед Різдвом і Великоднем готувалися передачі політв'язням дрогобицької в'язниці «Бригідки». Щоб отримати дозвіл на передачу і відвідини ув'язнених, нерідко годинами чекала перед канцелярією прокуратора. Тяжко хворим Меланія Витвицька допомагала з харчуванням та одягом.
28 вересня 1963 року померла після тривалої і тяжкої хвороби.
2 жовтня 1963 року похована на цвинтарі «Евергрін» в Нью-Джерсі.